# ولیکا برنا
ولیکا برنا (به لاتین: Velika Barna) یک زیستگاه انسانی در کرواسی است.